# Željko Holjevac
Željko Holjevac (Brinje, 15. prosinca 1973.), hrvatski je povjesničar.

## Životopis
Nakon osnovnoškolskog obrazovanja u Brinju, školovanje nastavlja u Otočcu i Senju. Godine 1997. diplomirao je na Filozofskom fakultetu Sveučilišta u Zagrebu. Diplomirao je 1997. s radom "Brinjsko-lički ustanak 1746. godine". Magistrirao je 2002. na Filozofskom fakultetu radom "Gradišćanski Hrvati u Mađarskoj u razdoblju modernizacije od prosvijećenog apsolutizma do građanskog društva (od polovice 18. do polovice 19. stoljeća)". Doktorsku disertaciju pod naslovom "Hrvatsko-mađarski odnosi 1860. – 1873." obranio je 2006. na Filozofskom fakultetu u Zagrebu.
Godine 1998. zapošljava se kao znanstveni novak na Insitutu društvenih znanosti "Ivo Pilar" u Zagrebu.  Bavi se novijom hrvatskom poviješću s težištem na modernom razdoblju. Područje znanstvenog rada: gradišćanski Hrvati, hrvatsko - ugarski odnosi, Lika. Objavio je više knjiga (samostalno ili kao suautor) te preko stotinu znanstvenih, stručnih ili popularnih radova.
Od 2007. do 2019. bio je zaposlen na Odsjeku za povijest Filozofskog fakulteta u Zagrebu, najprije kao docent, zatim od lipnja 2012. kao izvanredni profesor te konačno 2017. redoviti profesor. Predavao je predmet „Europske regije i hrvatska povijest u 19. stoljeću“ na preddiplomskom i „Komparatističke teme iz europske povijesti u 19. stoljeću“ na diplomskom studiju. Od 2014. do 2016. bio je prodekan za organizaciju i razvoj, a akad. godine 2016./2017. i obnašatelj dužnosti dekana Filozofskoga fakulteta.
Honorarno je predavao na Hrvatskim studijima Sveučilišta u Zagrebu (2005. – 2007.) i jedan semestar na Filozofskom fakultetu Sveučilišta u Splitu (1997.). Na Učiteljskom fakultetu Sveučilišta u Zagrebu, u svojstvu zamjene za predmetnog nastavnika, predavao je predmet „Hrvatska povijest“ (2009. – 2011.). Kao vanjski suradnik, voditelj je novoosnovanog Područnog centra Instituta društvenih znanosti Ivo Pilar u Gospiću (od rujna 2007.). Izvodio je i nastavu na vojnim studijima Sveučilišta u Zagrebu na Hrvatskom vojnom učilištu "Dr. Franjo Tuđman" (2015. – 2019.). 
Studijski je boravio u Grazu (1997.), Željeznom (1999.), Beču (više puta tijekom posljednjih godina), Bratislavi (2003.) i Budimpešti (više puta između 1999. i 2005.) te Pečuhu (2013./2014.). Dio studijskih boravaka u inozemstvu ostvario je na temelju inozemnih stipendija: Mogersdorf (Graz, 1997.), Burgenländische Landesregierung (Eisenstadt, 1999.), CEEPUS (Budimpešta, 2001. i 2004.) i Vlada Republike Mađarske (Budimpešta, 2005.). 
Dosad je objavio ukupno 8 znanstvenih knjiga (od toga pet samostalno i tri kao suautor), 1 znanstveno-popularnu knjigu i 2 stručne publikacije (kao suautor), te preko 60 izvornih znanstvenih radova i 50-ak preglednih i stručnih priloga o različitim povijesnim temama u časopisima i zbornicima, a je i ukupno 8 uredničkih knjiga. Objavio je i veći broj drugih napisa, raznih prikaza, osvrta i recenzija u znanstvenim i stručnim časopisima i ostalim publikacijama. Sudjelovao je dosad (s priopćenjem) na većem broju međunarodnih i domaćih znanstvenih skupova, konferencija, kongresa, simpozija, tribina, okruglih stolova i sl. 
Redovito surađuje u znanstvenim i stručnim časopisima, mjesečniku Matica kod Hrvatske matice iseljenika i drugim publikacijama s različitim povijesnim prinosima.
Suautor je udžbenika povijesti za sedmi razred osnovne škole i treći razred gimnazije, te autor školske povijesne čitanke iz novovjekovne povijesti (u izdanju nakladničke kuće Meridijani iz Samobora). Sudjelovao je kao predavač u edukaciji nastavnika povijesti osnovnih i srednjih škola na županijskim aktivima i stručnim skupovima u Zagrebu, Karlovcu, Gospiću, Opatiji i dr. 
Od šk. god. 2007./08. do 2012./13. predsjednik je Državnog povjerenstva za natjecanje učenica i učenika osnovnih i srednjih škola Republike Hrvatske iz povijesti pri Agenciji za odgoj i obrazovanje.
Predsjednik je Društva za hrvatsku povjesnicu i potpredsjednik Društva za hrvatsku ekonomsku povijest i ekohistoriju. Pročelnik je Odjela za povijest Matice hrvatske.
Od 2019. na dužnosti je ravnatelja Instituta društvenih znanosti Ivo Pilar. Iste godine postao je i supredsjedateljem Hrvatsko-slovačkog odbora za humanističke znanosti. 

## Politička djelatnost
Bio je predsjednik HSLS-a u Zaprešiću. Godine 2011. na izborima za Hrvatski sabor bio je 9. na listi kandidata HSLS-a u 1. izbornoj jedinici.

## Djela
- Gospić u Vojnoj krajini (1689. – 1712. – 1881.), Hrvatski zemljopis, Zagreb, 2002.
- Brinjsko-lički ustanak iz 1746. godine, Meridijani izdavačka kuća, Samobor 2004. ISBN 953-7004-77-5
- Gradišćanski Hrvati u Mađarskoj i Hrvati u Slovačkoj: Analiza hrvatskih naselja u zapadnoj Mađarskoj i Slovačkoj, Croatica, Zagreb-Budimpešta-Bratislava, 2006. (suautor Tomislav Jelić)
- Hrvatsko-slavonska Vojna krajina i Hrvati pod vlašću Osmanskoga Carstva u ranomenovom vijeku, Barbat & Leykam International, 2007. (suautor Nenad Moačanin)
- Gackom kroz povijest, Hrvatski radio Otočac, Otočac, 2009.
- Ogulinska pukovnija (1746. – 1873.). Polazišta, Ogulin: Ogranak Matice hrvatske Ogulin, 2012., 414 str.
- Gospić. Grad, ljudi, identitet, ur. Željko Holjevac, Zagreb-Gospić: Institut društvenih znanosti Ivo Pilar – Područni centar Gospić, 2013.
- Povijest Bjelovara od početaka naseljavanja do kraja Domovinskoga rata, Zagreb-Bjelovar: Hrvatska akademija znanosti i umjetnosti – Zavod za znanstvenoistraživački i umjetnički rad u Bjelovaru, 2013. (Suautori Hrvoje Petrić i Željko Karaula).
- Povijest hrvatskoga naroda, Školska knjiga, Zagreb, 2013. (Suautor Trpimir Macan, 4. izmijenjeno i dopunjeno izd.)[4]
- Dobrovoljno vatrogasno društvo Brinje (1896. – 2016.), Brinje: Dobrovoljno vatrogasno društvo Brinje, 2016.

### Urednik i priređivač
- Ivan Dominik Vukasović, Zemljopisni i povijesni novi opis Karlovačkog generalata u Kraljevini Hrvatskoj (1777.), Državni arhiv, Gospić, 2005. (priredio)
- Identitet Like: korijeni i razvitak, Knj. I-II, ur. Željko Holjevac, Zagreb-Gospić: Institut društvenih znanosti Ivo Pilar – Područni centar Gospić, 2009., 754 + 664 str.
- Gacka u srednjem vijeku, ur. Hrvoje Gračanin – Željko Holjevac, Zagreb – Otočac: Institut društvenih znanosti Ivo Pilar – Područni centar Gospić, 2012.
- 1918. u hrvatskoj povijesti, zbornik, ur. Željko Holjevac, Zagreb: Matica hrvatska, 2012., 543 str.
- Podplješivički graničari. I. – 2017. Zbornik radova: Povijesni prikaz podplješivičkih sela, ur. Ivan Brlić – Željko Holjevac – Želimir Prša, Zagreb: Udruga bivše općine Zavalje, 2017.
- Koga (p)održava održivi razvoj? Prinosi promišljanju održivosti ruralnih područja u Hrvatskoj, ur. Anita Bušljeta Tonković – Ivan Brlić – Željko Holjevac – Nikola Šimunić, Zagreb: Institut društvenih znanosti Ivo Pilar, 2017.
- Croatia and Slovakia. Historical Parallels and Connections (from 1780 to the Present Day), ur. Željko Holjevac – Martin Homza – Martin Vašš, Zagreb-Bratislava: FF press, 2017.
- Franjo Josip i Hrvati u Prvome svjetskom ratu, ur. Željko Holjevac, Zagreb: Matica hrvatska, 2019.

## Nagrade
- 2002.: Državna nagrada za znanost za znanstvene novake u polju humanističkih znanosti, za knjigu Gospić u Vojnoj krajini (Hrvatski zemljopis, Zagreb, 2002.).[5]

## Vanjske poveznice
- Biografija na stranicama www.pilar.hr  Arhivirana inačica izvorne stranice od 11. srpnja 2006. (Wayback Machine)
- Bibliografija